# Maniola
Maniola (лат.) — род бабочек из семейства бархатниц. Распространён в Палеарктике.

## Описание
Бабочки с коричневой окраской крыльев. Самцы отличаются от самок окраской (половой диморфизм). У обоих полов на передних (иногда и частично на задних) имеется широкая рыжая перевязь, более яркая и развитая, обычно, у самцов. Усики с постепенно утолщающейся булавой. В основании передних крыльев вздутыми являются две жилки. Копулятивный аппарат самцов отличается наличием жюльеновского органа — модифицированного VIII тергита брюшка с модифицированными чешуйками на заднем крае.

## Биология
Повсюду развивается в одном поколении за год. Бабочки населяют открытые биотопы с травяным покровом. В лесном поясе — это лесные опушки, поляны, обочины дорог, луга, берега рек и тому подобное. Степи и полупустыни разных типов. В горах поднимаются на высоты 2000 м над уровнем моря. Самки откладывают яйца по одному на кормовые растения гусениц, не приклеивая их. Гусеницы ведут весьма скрытный образ жизни и обычно активны только в ночное время суток. Кормовыми растениями гусениц являются различные дикорастущие злаки. Окукливаются вблизи поверхности земли, куколка висит вниз головой на стеблях трав.

## Систематика рода
- Maniola chia Thomson, 1987
- Maniola cypricola Graves, 1928
- Maniola halicarnassus Thomson, 1990
- Maniola jurtina (Linnaeus, 1758)
  - Maniola jurtina jurtina.
  - Maniola jurtina janira Linnaeus, 1758.
  - Maniola jurtina persica LeCerf, 1912.
  - Maniola jurtina phormia (Fruhstorfer, 1909).
  - Maniola jurtina strandiana Oberthür, 1936.
- Maniola megala (Oberthür, 1909)
- Maniola nurag Ghiliani, 1852
- Maniola telmessia (Zeller, 1847)